# Primo Cavellini
Primo Cavellini (Pontremoli, 6 gennaio 1877 – Brescia, 20 aprile 1963) è stato un dirigente sportivo italiano, presidente del Brescia Calcio dal 1947 al 1949.

## Biografia
Figlio di contadini, nasce a Pontremoli, nella frazione di Vignola.
Menomato nelle mani dallo scoppio di una capsula di dinamite, nel 1894 emigrò dalla Lunigiana in Svizzera a Valquil dove lavorò alla ferrovia Argoldan - Zurigo. Rientrato in Italia con qualche risparmio, visse alcuni anni a Milano a cavallo del 1900, dedicandosi al commercio di chincaglieria e mercieria. Approdò a Brescia nel marzo 1912, aprì un negozio di merceria, tessuti e capi di abbigliamento, in corso Goffredo Mameli al civico 45, che andò ampliando fino a diventare uno dei più rinomati negozi della città.
In ambito sportivo, è stato per molti anni un dirigente del Brescia Calcio, assumendo anche rilevanti incarichi nella società, quali Commissario Straordinario e nel primo dopoguerra di presidente nel 1947, mantenendo la carica per un biennio, passando poi il testimone ad Alberto Cucchi nel 1949.